# Rhingiopsis jamesi
Rhingiopsis jamesi är en tvåvingeart som beskrevs av Barretto 1947. Rhingiopsis jamesi ingår i släktet Rhingiopsis och familjen vapenflugor. Inga underarter finns listade i Catalogue of Life.